# Latvalammit
Latvalammit är en grupp sjöar i Suomussalmi kommun i landskapet Kajanaland i Finland. 
- Keskimmäinen Latvalampi, 65°27′44″N 29°40′46″Ö / 65.4623°N 29.6795°Ö (30,3 ha)
- Alimmainen Latvalampi, 65°28′15″N 29°37′39″Ö / 65.4708°N 29.6274°Ö (4,9 ha)
- Ylimmäinen Latvalampi, 65°28′14″N 29°42′17″Ö / 65.4705°N 29.7048°Ö (19,9 ha)